# Paolo Consorti
Paolo Consorti (San Benedetto del Tronto, 9 de agosto de 1964) es un artista y director de cine italiano.  

## Biografía
Diplomado a la Academia de bonitas artes de Macerata, esordisce en el '91 con una muestra personal al Palacio Ducale de Urbino. En el 1992 el filósofo Hans Georg Gadamer escribe un texto sobre su trabajo. En el 2004 está insertado en la Enciclopedia Zanichelli de la Arte, y en el 2008 en la Top 100 de Flash Art sobre la joven arte italiana. En el 2011 está invitado a la 54ª Biennale Internacional de Arte de Venecia. En el 2013 realiza su primer largometraje "El sol de los malos" que vence el premio como mejor película a la People and Religions – Terni Film Festival.

## Obra
Realiza obras en las cuales la práctica pittorica se contamina con la imagen filmica y electrónica; es autor de película, vídeo y rendimiento.

## Principales exposiciones
En el 2011 participa a la 54ª Biennale Internacional de Arte de Venecia donde presenta el primer rendimiento de las serias Rebellio Patroni, en las cuales Helio, “Stefano Belisari” de Helio y las Historias Tendió, apariencia los paños de San Francesco y provoca los visitantes sobre el sentido de la arte y de las obras expuestas. A este rendimiento  seguirán otras que tendrán como protagonistas los santos patroni de algunas de las mayores ciudades italianas, comprometidos con ironía sobre temes de actualidad. A Nápoles al Museo Madre en el 2011 Giobbe Covatta ha interpretado San Gennaro que en una suggestiva procesión para las vías de la ciudad recoge basura, y en el 2012, en ocasión del personal a Palacio Real de Milán, enfrente al Duomo, Luca Mangoni ha interpretado Santa Ambrogio. El último rendimiento se está ejercida a Bari en el 2014 en ocasión del personal al Teatro Margarita con un San Nicola interpretado de Alessio Giannone, en arte Pinuccio, estar de YouTube. El trabajo sobre los patroni, desarrollado en manera multiforme, con obras pittoriche, instalaciones y rendimientos, mezcla lenguajes lejanos, fundiendo la compostezza de la iconografía religiosa con la comunicación irriverente de los personajes involucrados que han creado siempre un informe fuerte con el público, testigo y co#-protagonista de las acciones en las ciudades. Esta propensión al mescolamento de los lenguajes ha caracterizado siempre el trabajo de Paolo Consorti, reconocido como un de los primeros artistas a utilizar las tecnologías digitales integradas con la pintura. De los primeros años '90 ha expuesto en muestras personales a Roma, Melbourne, Berlín, América, Milán, Minneapolis, Amburgo, New York, Marshall y Tokyo, en espacios públicos y galerías privadas. ha participado a la I Prague Biennale, a la I Moscow Biennial for Young Art, dos veces a la Quadriennale Nacional de arte, ha expuesto en ocasión de las Olimpiadas presso el China and the world Olimpic Fino Arts Museum de Pekín. En 2018 expone en el Museo Macro de Roma.

## Vídeo, Película y rendimiento
En el 2009 realiza para el Común de Assisi un videopresepio, un gran fresco electrónico sobre el tema de la natività proiettato sobre la pública plaza.En el 2010 crea algunos videoclip para la edición italiana de XFactor.En el 2011 crea Rebellio Patroni una obra multiforme y en progress que consiste en una serie de rendimiento en el cual los santos protectores de las ciudades italianas intervienen con acciones paradossali en el presente. Piero Granadas ha escrito sobre este proyecto de Consorti subrayando una forma surreale de empeño en el cual la arte se confronta con la realidad a través el recurso a la iconografía de los santos. Realiza en el 2013 su primer largometraje "El sol de los malos", girado a Grottammare y Larino durante las representaciones sagradas del pesebre viviente y de la pasión viviente. LOS protagonistas son Luca Lionello y Nino Frassica, con la participación de Nichi Vendola y Stefano Belisari. Las músicas son de Sergio Cammariere, Helio y las historias tendió y Gerardo Casiello. En el 2014 gira "Hijos de Maam" presso el Museo Maam de Roma, con Luca Lionello, Alessandro Haber, Federico Rosados y Franco Negro, con la participación de Michelangelo Pistoletto.

## Filmografía
- 2007 #- Dentro de las secretas cosas, vídeos de arte
- 2008 #- Sabor aspro de amor, vídeo de arte
- 2010 #- Free tomorrow, vídeo de arte
- 2012 #- Rebellio patroni, docufilm
- 2013 #- El sol de los malos, largometraje
- 2014 #- Hijos de Maam, largometraje
- 2019 #- Havana Kyrie, largometraje
- 2021 #- Anime borboniche, largometraje

## Premios y distinciones
- Terni Film Festival 2014 Mejor Película para Il sole dei cattivi
- Chicago Indie Film Awards 2020 Mejor Pelìcula para Havana Kyrie
- Short Long World Festival Argentina 2020 Mejor Pelìcula para Havana Kyrie

- Datos: Q3893914